# سیریل مرویل
سیریل مرویل (انگلیسی: Cyrille Merville؛ زادهٔ ۱۴ آوریل ۱۹۸۲) بازیکن فوتبال اهل فرانسه است.
از باشگاه‌هایی که در آن بازی کرده‌است می‌توان به باشگاه فوتبال نیم المپیک، باشگاه ورزشی آمیان، و باشگاه فوتبال تروا اشاره کرد.